# Batalla de Montejurra (1835)
La batalla de Montejurra de 1835 fue una de las batallas de la primera guerra carlista librada cerca de Estella (Navarra).

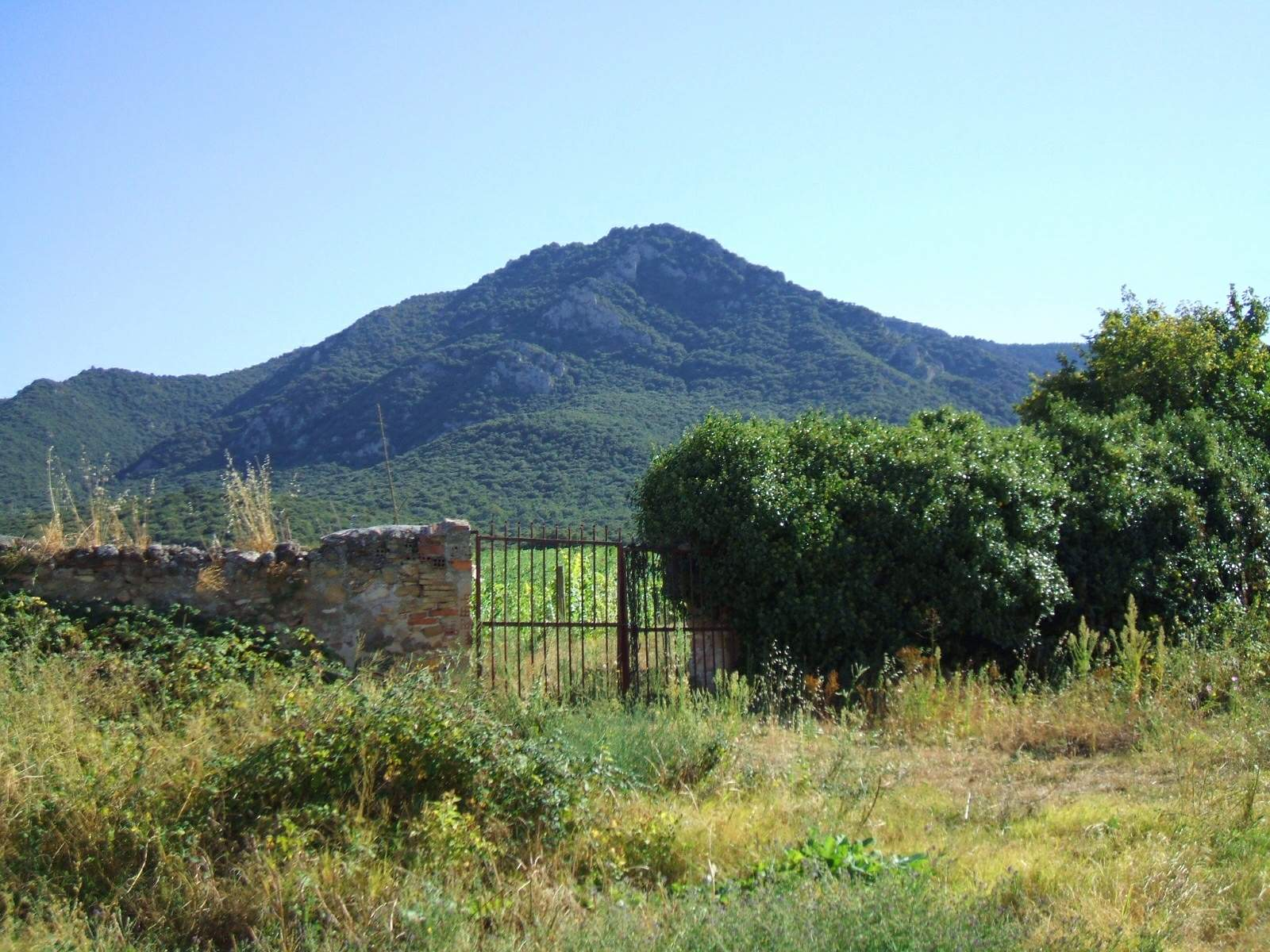
Vista de Montejurra desde el Monasterio de Irache.

## Antecedentes
La rebelión estalló después de la convocatoria de las Cortes el 20 de junio de 1833 cuando el pretendiente Carlos María Isidro de Borbón, refugiado en Portugal se negó a jurar lealtad a María Cristina de Borbón-Dos Sicilias y el 1 de octubre, apoyado por Miguel I de Portugal reclamó su derecho al trono. La revuelta no tuvo el apoyo del ejército y la guerra empezó el 6 de octubre cuando el general Santos Ladrón de Cegama tomó Logroño, pasando a Navarra para unirse con los sublevados, siendo capturado en la batalla de Los Arcos y fusilado a los pocos días. En Cataluña, la rebelión de José Galcerán en Prats de Llusanés el 5 de octubre fue sofocada por el capitán general Manuel Llauder.
La presencia carlista quedó debilitada con la campaña del liberal Pedro Sarsfield y Tomás de Zumalacárregui asumió la dirección de los contingentes navarros, el 15 de noviembre, y de los vascos tres semanas después, reactivando la rebelión en el norte. Organizando el ejército carlista, Zumalacárregui capturó la Real Fábrica de Armas de Orbaiceta, provocando la sustitución del general Gerónimo Valdés por Vicente Genaro de Quesada, quién empezó a tomar represalias.
El ejército liberal de José Ramón Rodil trató de destruir el ejército de Zumalacárregui y arrestar a Carlos María Isidro de Borbón pero después de una desastrosa campaña se vio obligado a renunciar al mando por Manuel Lorenzo Oterino. Las tropas isabelinas de Navarra no fueron capaces de contener el ejército de Zumalacárregui, que capturó un convoy de armas que iba de Burgos en Logroño por el camino real, pero sin poder destruir el ejército liberal, la tentativa sobre Madrid quedó abortada y Jerónimo Valdés se decidió a atacar a Zumalacárregui y a su reducto del valle de Amescoas con 21.000 hombres, la mayor movilización de tropas cristinas desde el inicio del conflicto.
Edward Granville Eliot llegó el 25 de abril al valle de la Berrueza donde se había retirado Zumalacárregui desde las Améscoas (alta y baja) y consiguió que los dos bandos firmaran el Convenio de Eliot.
Después del desastre de Artaza Valdés se retiró a la orilla sur del Ebro, ordenando la evacuación de las guarniciones isabelinas entre Logroño, Vitoria y Pamplona y la frontera francesa, abriendo el camino a Zumalacárregui para conquistar el País Vasco, ocupando Guipúzcoa en pocas semanas sacado de San Sebastián y Fuenterrabía, consiguiendo numerosas piezas de artillería. Después de la muerte de Zumalacárregui se nombró nuevo comandante a Francisco Benito Eraso y después a Vicente González Moreno, con el frustrado Asedio de Bilbao los carlistas movieron el mando a Estella. Vicente González Moreno en octubre del mismo año fue relevado por Nazario Eguía.
Luis Fernández de Córdova se decidió a recuperar los territorios ocupados durante la primavera por Zumalacárregui y las comunicaciones entre Vitoria y Pamplona, por un lado, y entre Vitoria y San Sebastián, por otro, e intentó tomar Estella el 15 de noviembre.

## La batalla
Las tropas liberales fueron atacadas por las carlistas el 16 de noviembre en Montejurra cuando salían de Estella, en un ataque envolvente del que pudieron escapar en dirección a Lerín, mientras los carlistas recuperaban la ciudad.

## Consecuencias
Mientras Luis Fernández de Córdova marchaba por la solana de Montejurra le notificaron que los carlistas habían cruzado el río Arga, ocupando Mendigorría, donde lo esperaban. El 16 y 17 de enero de 1836 los liberales salieron de Vitoria para tratar de ocupar el puerto de Arlabán, sin conseguirlo.
El general Miguel Gómez Damas, que había tomado Oviedo, salió, con ocho batallones de infantería y cuatro piezas de artillería, pero prácticamente sin caballería en una expedición para tomar Madrid, y se dirigió al encuentro de Ramon Cabrera para unir sus fuerzas, siendo derrotado en la Batalla de Villarrobledo, y abandonando la idea de atacar Madrid. Pero en una acción de audacia dirigida por Cabrera, se conquistó la ciudad de Córdoba. Llegados a Extremadura, las diferencias con Gómez y la presa cristina de Cantavieja hicieron que este lo obligara a abandonarla con una pequeña escolta, esto si, quedándose Gómez con todos los batallones de Cabrera.